# Scott Thorson
Scott Thorson (La Crosse, 23 de janeiro de 1959 – Los Angeles, 16 de agosto de 2024) foi um norte-americano conhecido pela ação judicial contra o pianista Liberace. Sua história foi retratada no filme Behind the Candelabra (2013), no qual foi interpretado por Matt Damon.

## Morte
Thorson morreu de câncer e doença cardíaca em um centro de saúde de Los Angeles, em 16 de agosto de 2024, aos 65 anos.